# Modetanz
Modetanz nennt man einen Gesellschaftstanz, der folgende Merkmale einer Modeerscheinung aufweist: Er wird in kurzer Zeit – innerhalb einiger Monate – beliebt, meist im Gefolge eines speziellen Musikstücks oder Tanzfilms in Verbindung mit ausführlicher Medienberichterstattung, und verschwindet nach einiger Zeit – Monate bis einige Jahre – wieder.
Ob ein Tanz zu den Modetänzen zählt oder nicht ist immer vom Blickwinkel des Betrachters abhängig, insbesondere von den beiden Faktoren Ort und Zeit: Mambo gilt in Deutschland als Modetanz, weil er sich durch den Tanzfilm Dirty Dancing (1987) spontan verbreitete und schnell wieder in Vergessenheit geriet, erfuhr aber in seinem Ursprungsland Kuba eine Verbreitung, für die der Ausdruck Modeerscheinung unpassend ist. Salsa und Tango Argentino wurden im Deutschland der 1990er Jahre als Modetänze bezeichnet, weisen heute aber eine für Modetänze untypische tänzerische Vielfalt, gefestigte Szenen und andauernde Beliebtheit auf.
Beispiele für einen Modetanz sind der Charleston in den 1920er Jahren, der Twist in den späten 1950er Jahren und der Lambada, der 1989 vom gleichnamigen Hit der Band Kaoma von Brasilien nach Deutschland kam und einen kurzen Boom erlebte.
Modetanz wird oft in einem Atemzug mit Partytanz genannt. Tatsächlich gibt es viele Tänze, auf die beide Begriffe zugleich zutreffen, etwa den Macarena der 1990er Jahre sowie der Tanz des Ketchup Songs (2002). Prinzipiell handelt es sich aber um verschiedene Dinge.